# 古兔
古兔（Palaeolagus）是已滅絕的兔科。
古兔很像現今的兔，長25厘米。古兔後肢較短，故可能適合奔跑，但未必能夠跳躍。

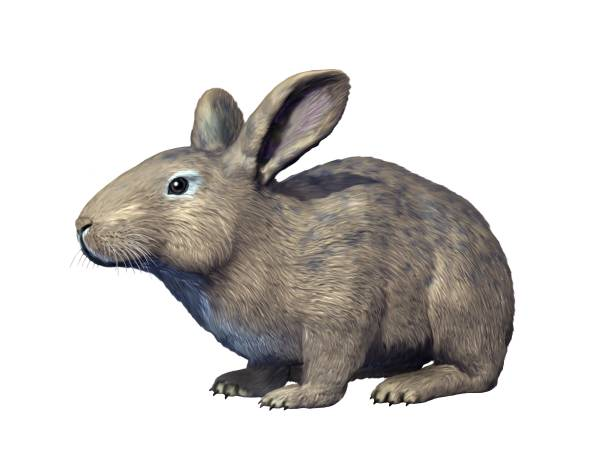
P. haydeni的复原